# Jehad Al-Hussain
Jehad Al-Hussain (en árabe: جهاد الحسين‎, Homs, Siria, 30 de julio de 1982) es un exfutbolista de Siria que jugaba en la posición de centrocampista.

## Carrera

### Club
| Periodo   | Club                 | Apariciones | Goles |
| --------- | -------------------- | ----------- | ----- |
| 2001-2008 | Al Karamah FC        | 121         | 33    |
| 2006      | → Kuwait SC (cedido) | 15          | 10    |
| 2008–2009 | Kuwait SC            | 16          | 7     |
| 2009–2011 | Qadsia SC            | 21          | 12    |
| 2011–2013 | Najran SC            | 49          | 15    |
| 2013–2014 | Dubai CSC            | 24          | 3     |
| 2014–2019 | Al-Taawoun FC        | 128         | 16    |
| 2019–2020 | Al-Raed              | 31          | 3     |

### Selección nacional
Jugó para Siria en 62 ocasiones de 2002 a 2011 y anotó 10 goles; participó en los Juegos Asiáticos de 2006 y la Copa Asiática 2011.

## Logros

### Club
Al-Karamah
- Syrian Premier League (3): 2006, 2007, 2008
- Syrian Cup (2): 2007, 2008
- Syrian Super Cup (1): 2008

Al-Kuwait
- Copa del Emir de Kuwait (1): 2009
- AFC Cup (1): 2009

Al-Qadsia
- Liga Premier de Kuwait (2): 2010, 2011
- Copa del Emir de Kuwait (1): 2010
- Supercopa de Kuwait (1): 2009

Al-Taawoun FC
- Kings Cup: 2019

### Individual
- Goleador de la Copa de la AFC 2009.[2]
- Líder en asistencias de la Liga Profesional Saudí (3): 2014–15 (9 asistencias),[3] 2015–16 (10 asistencias),[4] 2017–18 (9 asistencias)[5]

## Estadísticas

### Goles con selección nacional
| Gol | Fecha      | Sede                                              | Rival                  | Marcador | Resultado | Torneo                                               |
| --- | ---------- | ------------------------------------------------- | ---------------------- | -------- | --------- | ---------------------------------------------------- |
| 1.  | 13-10-2004 | Abbasiyyin Stadium, Damasco, Siria                | Baréin                 | 2–0      | 2–2       | Clasificación para la Copa Mundial de Fútbol de 2006 |
| 2.  | 10-12-2005 | Qatar SC Stadium, Doha, Catar                     | Irak                   | 2–2      | 2–2       | Juegos de Asia Occidental 2005                       |
| 3.  | 1-3-2006   | Chungshan Soccer Stadium, Taipéi, Taiwán          | China Taipéi           | 2–0      | 4–0       | Clasificación para la Copa Asiática 2007             |
| 4.  | 18-11-2007 | Abbasiyyin Stadium, Damasco, Siria                | Indonesia              | 5–0      | 7–0       | Clasificación para la Copa Mundial de Fútbol de 2010 |
| 5.  | 27-1-2008  | Zhongshan Sports Center Stadium, Zhongshan, China | China                  | 1–1      | 1–2       | Amistoso                                             |
| 6.  | 2-6-2008   | Abbasiyyin Stadium, Damasco, Siria                | Kuwait                 | 1–0      | 1–0       | Clasificación para la Copa Mundial de Fútbol de 2010 |
| 7.  | 22-6-2008  | Tahnoun bin Mohammed Stadium, Al Ain City, UAE    | Emiratos Árabes Unidos | 1–0      | 3–1       | Clasificación para la Copa Mundial de Fútbol de 2010 |
| 8.  | 22-6-2008  | Tahnoun bin Mohammed Stadium, Al Ain City, UAE    | Emiratos Árabes Unidos | 2–0      | 3–1       | Clasificación para la Copa Mundial de Fútbol de 2010 |
| 9.  | 28-1-2009  | Saida Municipal Stadium, Saida, Líbano            | Líbano                 | 1–0      | 2–0       | Clasificación para la Copa Asiática 2011             |
| 10. | 3-3-2010   | Abbasiyyin Stadium, Damasco, Siria                | Líbano                 | 3–0      | 4–0       | Clasificación para la Copa Asiática 2011             |